# Stauridiosarsia marii
Stauridiosarsia marii is een hydroïdpoliep uit de familie Corynidae. De poliep komt uit het geslacht Stauridiosarsia. Stauridiosarsia marii werd in 2000 voor het eerst wetenschappelijk beschreven door Schierwater & Ender. 